# Байгільдіно (Канаський район)
Байгі́льдіно (рос. Байгильдино, чув. Пайкилт) — присілок у складі Канаського району Чувашії, Росія. Адміністративний центр Байгільдінського сільського поселення.
Населення — 395 осіб (2010; 435 у 2002).
Національний склад:
- чуваші — 99 %